# كنزة رشيد
كنزة رشيد هي لاعبة قوى قطرية من مواليد 10 نوفمبر 1999 شاركت في سباق ال400 متر سيدات في بطولة العاب القوى عام 2019.

## روابط خارجية
- كنزة رشيد على موقع الاتحاد الدولي لألعاب القوى (الإنجليزية)